# Celebrity Big Brother 2007
Celebrity Big Brother 2007 foi um reality show exibido no Channel 4 que apresentou pico de 8.78 milhões de telespectadores. Este spin-off do Big Brother estreou em janeiro de 2007 no Reino Unido e inicialmente parecia que iria fracassar em gerar o mesmo interesse do público que as séries anteriores, o que alterou espetacularmente quando o show foi atingido por alegações de racismo.